# Parshu
Parshu (”revben”) är i indisk mytologi dotter till Manu och hustru till den förste mannen. Parshu uppträder i berättelsen om Indiens ursprung.